# Gotham!
Gotham! é o segundo disco da banda de dance-punk Radio 4. CD vem com o maior sucesso da banda, Dance To The Underground que deu uma alavancada no sucesso do movimento dance-punk que estava surgindo.
Este disco também mostra a banda no seu auge, misturando o seu som já característico com hip-hop, house e dub.

## Faixas
1. Our Town
2. Start A Fire
3. Eyes Wide Open
4. Dance To The Underground
5. Struggle
6. Calling All Enthusiasts
7. Save Your City
8. Speaking In Tongues
9. Certain Tragedy
10. The Movies
11. End Of The Rope
12. Pipe Bombs
13. New Disco